# 红豆集团

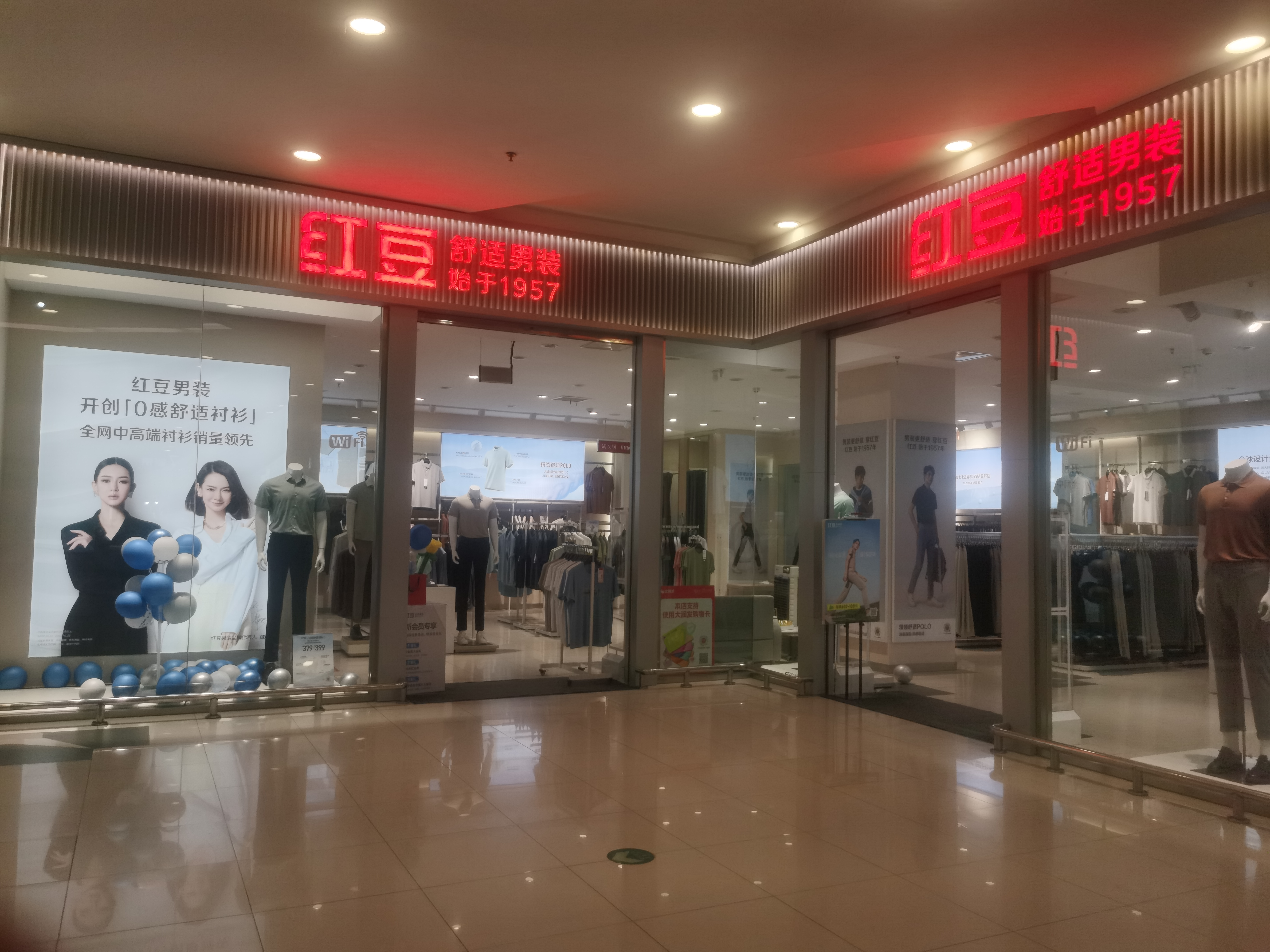
一家位于江苏省苏州市的红豆男装专卖店

红豆集团有限公司，简称红豆集团，是中华人民共和国的一家综合企业，总部位于江苏省无锡市。集团历史可追溯至1957年4月成立的港下针织厂，1992年6月成立红豆集团，成立初期以服装业务为主，后扩大至以服装、橡胶轮胎、生物医药、地产为主业的综合企业。2022年位居中国民营企业500强第119位。集团现由周海江及其直系亲属实际控制，为典型的家族企业。
红豆集团拥有多家子公司，其中拥有2家主板上市公司，分别为经营男装业务的江苏红豆实业股份有限公司（上交所：600400，简称红豆实业）和经营轮胎橡胶业务的江苏通用科技股份有限公司（上交所：601500，简称通用股份）。

## 历史

### 早期
1957年4月，原无锡县港下乡（现无锡市锡山区东港镇）在国家“把小手工业组织起来”政策推动下，蒋元生与周林森（创始人周耀庭的父亲）将两个小作坊合并，起名“港下针织厂”，共有17名职工，主要从事弹棉胎、扎扫帚和制衣。1963年更名为港下回纺厂，1977年改回原名。该厂设在破旧祠堂，至1982年厂内的棉纺车处于半停产状态，年销售仅28.06万元，工厂濒临破产，产品出现滞销。
1983年6月16日，时任港下乡荡上村党支部副书记的周耀庭，接到港下人民公社的调令，接管港下针织厂，出任厂长。为重启工厂，周耀庭向银行贷款6500元买了一吨棉纱到染色厂染色。随后周耀庭将仓库里的产品分给村民，在大街上摆摊出售。周耀庭也带头销售棉毛衫棉毛裤。上任后的第一年，该厂扭亏为盈。同年底，周耀庭决定以“红豆”作为新的产品商标，取代原来的“山花”，其灵感来源于港下附近的一棵红豆树。1984年，该厂更名为无锡县第四针织内衣厂。
1986年，周耀庭到上海聘请13位工人进厂工作，以此提升产品技术。到1987年，工厂产值达到1000万元。1987年该厂更名为无锡市太湖针织制衣总厂。同年底，周海江辞去河海大学教师职位，应父亲之邀回单位创业，最初任车间主任，后被提拔为制衣总厂副厂长。周海江被媒体称为“改革开放后全国第一个辞去公职到乡镇企业的大学教员”。任内，他曾提议在中国中央电视台投放广告，改变传统的沿街叫卖产品推介方式，此举得到了周耀庭的认可，也使红豆的品牌形象不断得到提升。1988年推出其首个专利产品护士衫，而后随着1992年通过央视《新闻联播》主持人穿着护士衫走进演播厅，该产品开始在中国大陆畅销，红豆也随之名声大噪。到1991年，该厂跨入亿元乡镇企业行列。

### 集团创立
1992年6月13日，根据江苏省经济体制改革委员会签发的《关于同意组建江苏红豆针纺集团的批复》，批准以无锡市太湖针织制衣总厂及其所属的无锡县工艺衣钩厂、无锡县港下蒸呢布厂为主体，组建江苏红豆针纺集团公司，该公司为江苏省第一家省级乡镇企业集团。集团成立后即采用“四制联动”的管理模式，即母子公司制、内部控股制、市场制和活成本死比例效益承包制，并从世界各地引进大量人才。
1993年底，红豆集团在苏南地区率先启动“增量扩股”的改革，保留其整体规模优势，维护股东和员工的利益，也增强了红豆品牌的凝聚力。同年，集团开始生产棉毛内衣，开发衬衫、西服和羊毛衫系列产品。1994年又开发出一系列服装与家用纺织品；1995年进入摩托车配套的橡胶轮胎领域，同年收购上海申达摩托车厂，成为当时民企兼并上海国企的范例。
1997年，红豆系列服装累计生产1000万件，出口全球20多个国家和地区；经营规模88万平方米，总资产8.09亿元，员工7000余人。同年被列入国务院120家深化改革试点企业。1998年，红豆生产的摩托车轮胎年销量超过300万条。
2001年1月8日，红豆集团旗下主营板块红豆股份在上海证券交易所首次公开发行股票。同年，红豆集团在全国范围举办“红豆七夕节”系列活动，通过此举来传播中华传统文化。

### 现代化
2002年10月，红豆集团改制为有限责任公司，由红豆集团职工持股会绝对控股，持股比例95.36%。2003年8月22日，红豆集团将职工持股会委托工会委员会投资持有的95.36%的股权转让予周耀庭等50位自然人，完成转让后，周氏家族合计持有红豆集团超过一半的股权。
2004年，周海江担任红豆集团总裁，并改革管理制度，引入“现代企业制度、企业党建、社会责任”的中国特色现代企业制度。该集团的股东大会、董事会、监事会的主要成员均进入集团党委，所有子公司负责人均为中共党员，厂长、股东大会代表95%以上是党员。
2007年4月，红豆集团联合中柬企业在柬埔寨建立西哈努克港经济特区。
2014年1月24日，红豆集团旗下的红豆杉生物科技股份有限公司在新三板挂牌，同时作为扩大新三板系统后的首批挂牌企业。2021年10月13日，红豆杉股份终止挂牌。
2014年12月，红豆集团获得工业和信息化部颁发的第四批移动通信转售业务试点批文，正式进入电信领域。红豆集团也是唯一一家具有移动通信转售业务资质的传统纺织服装企业。不过其取得试点批文也引发争议。相关人士认为，获得虚拟运营商牌照有助于推动产业升级转型；另外红豆低廉灵活的资费标准也吸引了一些社会消费者，而“红豆全球通”则服务于出入境商务人士，也方便了西哈努克港经济特区的员工以及“一带一路”相关用户。2018年7月23日，红豆集团取得虚拟运营商经营正式许可证。
2016年9月19日，红豆集团旗下通用股份在上交所上市，股票代码为601500。
2017年1月，周耀庭因年龄原因辞董事局主席一职，由儿子周海江接任其职务。不过周海江已不再承担各项目公司的具体业务运营，主要承担大股东的角色。
2018年4月，红豆股份（男装业务）与京东集团签署无界零售合作协议，双方将在未来打造更多的智慧门店，实现数据共享。其后男装产品逐步走向年轻化、国际化。
2019年9月17日，红豆集团出资发起的无锡锡商银行获批成立，作为大股东的红豆集团持股比例达到30%。无锡锡商银行是中国大陆第19家民营银行，也是2019年获得批准的第二家民营银行。

## 主要业务
- 纺织服装板块：男装、居家、家纺、童装，其中居家内衣品类市场占有率为中国大陆第一[10]
- 橡胶轮胎板块：由通用股份（上交所：601500）运营，在无锡、泰国、柬埔寨建有三大生产基地，拥有“千里马、赤兔马、骐马、通运、喜达通、黑马”等品牌[18]
- 红豆杉板块
- 地产板块：西哈努克港经济特区